# Lisa Ranft
Emma Elisabeth Lisa Ranft, född Gottschalck 11 augusti 1876 i Stockholm, död där 27 april 1941, var en svensk skådespelare.
Under 1890-talet uppträdde hon på maken Albert Ranfts teatrar och uppmärksammades särskilt för sin roll som Aonda i Jorden runt på 80 dagar. På 1910-talet spelade hon på Vasateatern under den stora farsepoken där. 1920 lämnade hon scenen.

## Familj
Ranft var dotter till hattmakargesällen Johan August Leonard Gottschalck och hans hustru Emma Olivia. Hennes syster var skådespelaren Constance Gibson. 
Från 1893 var hon gift med teaterdirektören Albert Ranft, med vilken hon hade barnen operettsångerskan Kajsa Ranft och skådespelaren Nils Ranft. Lisa Ranft är begravd på Norra begravningsplatsen utanför Stockholm.

## Teater

### Roller (ej komplett)

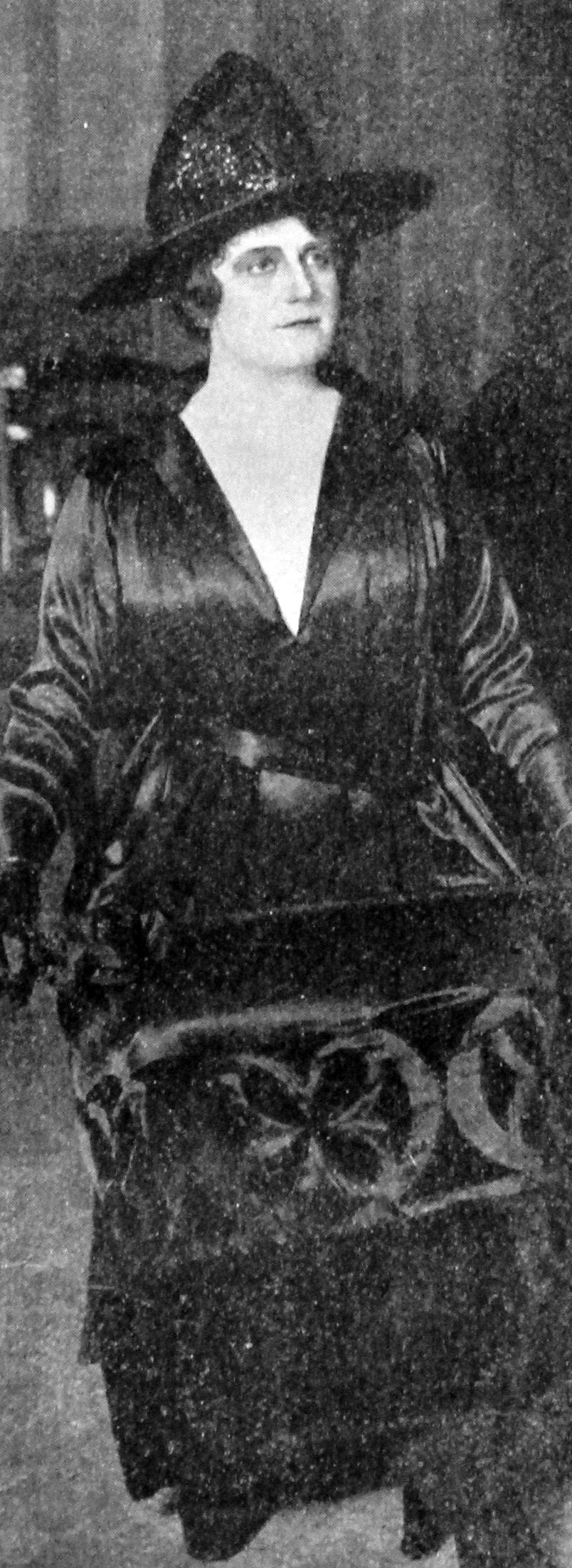
Lisa Ranft som Vida Phillimore i Langdon Mitchells Äktenskapskarusellen (The New Marriage) på Vasateatern i Stockholm 1918.

| År   | Roll                | Produktion                                            | Regi          | Teater        |
| ---- | ------------------- | ----------------------------------------------------- | ------------- | ------------- |
| 1911 | Marcelle            | Spökhotellet Georges Feydeau och Maurice Desvalliéres | Albert Ranft  | Oscarsteatern |
| 1912 | Marcelle            | Spökhotellet Georges Feydeau och Maurice Desvallieres | Albert Ranft  | Vasateatern   |
| 1912 |                     | Min baby Margaret Mayo och Theo Wall                  |               | Vasateatern   |
| 1913 | Beate von Reddingen | Min herr far Franz Arnold och Victor Arnold           | Knut Nyblom   | Vasateatern   |
| 1913 | Ilse                | Ett modernt äktenskap Raoul Auernheimer               | Knut Nyblom   | Vasateatern   |
| 1913 | Mrs Vidal           | Amatörtjuven E. W. Hornung och Eugene Presbrey        | Knut Nyblom   | Vasateatern   |
| 1914 | Denise Rolland      | När fruarna resa André Monetzi-Eon och Nicolas Nancey | Knut Nyblom   | Vasateatern   |
| 1915 | Ellen               | Nattfrämmande Fritz Friedmann-Frederich               |               | Vasateatern   |
| 1915 | Caroline Dunn       | Niobe Harry Paulton och Edward Paulton                | Oscar Byström | Vasateatern   |
| 1915 | Lucette Gauthier    | Ferdinands giftermål Georges Feydeau                  |               | Vasateatern   |
| 1916 | Angèle              | Herkulespillerna Maurice Hennequin                    |               | Vasateatern   |
| 1918 | Vida Phillimore     | Äktenskapskarusellen Langdon Mitchell                 |               | Vasateatern   |
| 1918 | Corah de Mogader    | Damen från bion Nicolas Nancey och Jean Rieux         | Knut Nyblom   | Vasateatern   |